# Eleições estaduais de Berlim Leste em 1990
As eleições estaduais de Berlim Leste em 1990 foram as primeiras, e viriam a ser as últimas, eleições livres e democráticas no estado, realizara-se a 6 de Maio e, serviram para eleger os 138 deputados para o parlamento estadual.
O Partido Social-Democrata foi o partido mais votado, ao conquistar 34,1% dos votos e 47 deputados.
O Partido do Socialismo Democrático, sucessor do Partido Socialista Unificado da Alemanha, obteve um resultado surpreendente, ao conseguir 30,1% dos votos e 42 deputados, tornando-se, claramente, o segundo partido.
A União Democrata-Cristã obteve um resultado abaixo das expectativas, ao ficar-se como terceiro partido mais votado, conseguindo, apenas, 17,7% dos votos e 24 deputados.
Ao total, 10 partidos conseguiram eleger deputados para o parlamento.
Após as eleições, os social-democratas formaram um governo de coligação com os democratas-cristãos.

## Resultados Oficiais
| Partido                 | Partido                            | Votos   | %     | Deputados |
| ----------------------- | ---------------------------------- | ------- | ----- | --------- |
|                         | Partido Social-Democrata           | 670 881 | 34,08 | 47 / 138  |
|                         | Partido do Socialismo Democrático  | 592 102 | 30,08 | 42 / 138  |
|                         | União Democrata-Cristã             | 348 536 | 17,70 | 24 / 138  |
|                         | Aliança 90                         | 194 537 | 9,88  | 14 / 138  |
|                         | Os Verdes                          | 52 892  | 2,69  | 4 / 138   |
|                         | Associação dos Democratas Liberais | 23 129  | 1,17  | 2 / 138   |
|                         | União Social Alemã                 | 20 275  | 1,03  | 2 / 138   |
|                         | Partido Democrático Liberal        | 19 952  | 1,01  | 1 / 138   |
|                         | Lista Alternativa de Esquerda      | 15 966  | 0,81  | 1 / 138   |
|                         | Despertar Democrático              | 12 752  | 0,65  | 1 / 138   |
|                         | Outros                             | 17 713  | 0,91  | 0 / 138   |
| Votantes                | Votantes                           | 684 674 | 100   | 138 / 138 |
| Eleitorado/Participação | Eleitorado/Participação            | 969 565 | 70,63 |           |
| Fonte                   | Fonte                              | [ 1 ]   | [ 1 ] | [ 1 ]     |